# Borolia perspecta
Borolia perspecta är en fjärilsart som beskrevs av George Francis Hampson 1905. Borolia perspecta ingår i släktet Borolia och familjen nattflyn. Inga underarter finns listade i Catalogue of Life.